# Afgezonderd particulier vermogen
Afgezonderd particulier vermogen (APV) is een financiële constructie waarbij een persoon of familie geld afstaat aan een entiteit met of zonder rechtspersoonlijkheid zonder daar formeel (mede)eigenaar van te worden, maar waarbij deze persoon of familie feitelijk uiteindelijk wel de opbrengsten van het vermogen geniet en/of het vermogen terugkrijgt. Een voorbeeld is een trust.

## Regeling
Een afgezonderd particulier vermogen wordt gedefinieerd in artikel 2.14a van de Wet inkomstenbelasting 2001. Het gaat om een afgezonderd vermogen (onafhankelijk van de juridische vormgeving), niet zijnde een sociaal belang behartigende instelling, waarmee meer dan bijkomstig een particulier belang wordt beoogd, tenzij tegenover de afzondering van dit vermogen een uitreiking van aandelen, winstbewijzen, lidmaatschapsrechten, bewijzen van deelgerechtigdheid of daarmee vergelijkbare rechten heeft plaatsgevonden, of een economische deelgerechtigdheid is ontstaan.
Potentieel zou dit zg. zwevend vermogen kunnen zijn, waardoor belasting wordt ontweken. Om dit te voorkomen worden de bezittingen en de schulden van een afgezonderd particulier vermogen toegerekend aan de inbrenger, en bij diens overlijden aan zijn erfgenamen, waardoor hierover inkomstenbelasting, erfbelasting e.d. kan worden geheven. Afgezonderd particulier vermogen als aparte entiteit wordt dus genegeerd, het vermogen wordt zodoende fiscaal transparant behandeld.
Dit sluit volgens de regering aan bij de bestaande praktijk dat in nagenoeg alle gevallen de erfgenamen ook de begunstigden zijn van het APV. Ingeval niet-erfgenamen begunstigden zijn dan hebben deze begunstigden doorgaans een concreet recht richting het APV. Zo'n concreet recht wordt bij deze begunstigde belast en blijft buiten aanmerking bij de erfgenamen, de toerekening betreft slechts het discretionaire deel.

## Voorkomen van belastingontwijking door onterving
Voor de fiscale behandeling van een APV wordt onder een erfgenaam mede verstaan een persoon die is onterfd en die rechtens dan wel in feite, direct of indirect, begunstigde is van het APV of wiens partner of bloed- of aanverwant in de rechte lijn in feite, direct of indirect, begunstigde is van het APV.

## Voorbeelden
Een afgezonderd particulier vermogen kan bijvoorbeeld zijn een Anglo-Amerikaanse trust, een buitenlandse Stiftung, Anstalt, Antilliaanse stichting particulier fonds (SPF), foundation, Treuhand, en ook een Nederlandse stichting die geen of slechts incidenteel een algemeen nut beoogt, en ook geen of slechts incidenteel een sociaal belang behartigt.

## Wijzigingen
Sinds september 2016 zijn de eisen voor het vrijstellen van de toerekening verzwaard. Het APV moet niet alleen onderworpen zijn aan een andere Nederlandse(VPB)/buitenlandse bronheffing maar er moet op het niveau van de APV ook sprake zijn van het drijven van een materiële onderneming. Slechts het houden van een operationele deelneming is niet voldoende. De beheerder moet nu zelf ook daadwerkelijk operationele activiteiten verrichten. 
Mocht de APV niet aan deze eisen voldoen, worden bezittingen en schulden van de APV wel toegerekend aan de inbrenger, maar kan deze in aanmerking komen voor verrekening van het buitenlandse bronbelasting.
De Kennisgroep Successiewet van de Belastingdienst heeft sinds april 2023 een reeks standpunten gepubliceerd over toepassing van de Successiewet, daaronder over de vraag of sprake is van een schenking over en weer als een APV met meerdere inbrengers vermogensbestanddelen uitkeert aan de inbrengers, naar de verhouding waarin zij vermogen in het APV hebben ingebracht. De kennisgroep beantwoordt deze vraag ontkennend, het maakt daarbij geen verschil of het APV-vermogen in de loop van de tijd van aard is gewijzigd.

## Tegenbewijsregeling
De toerekening is niet van toepassing met betrekking tot een erfgenaam, ingeval blijkt dat deze persoon en diens partner niet rechtens dan wel in feite, direct of indirect, begunstigde zijn van het afgezonderd particulier vermogen en dit ook niet kunnen worden.

## Omvang
De regering schat dat er circa 2500 trusts, 2500 SPF’s en 400 overige doelvermogens (Stiftungen, Foundations,
Anstalts, stichtingen) zijn waarbij Nederlandse heffingsbelangen spelen. De Belastingdienst heeft vastgesteld dat een APV gemiddeld een vermogen heeft van € 2,7 miljoen (een substantieel bedrag moet in een APV zijn gestort wil dat rendabel zijn gelet op de instandhoudingskosten). Er zijn ook enkele zeer grote APV’s in beeld waarbij het vermogen uitkomt boven € 1 miljard. Te verwachten is dat als gevolg van de nieuwe wetgeving nog
verschillende zeer grote APV’s in beeld komen. Op basis van deze cijfers komt de regering uit op een raming van € 30 miljard vermogen. Over deze vermogens wordt in het nieuwe stelsel jaarlijks inkomstenbelasting
geheven en bij overlijden van de inbrenger wordt erfbelasting geheven. Schenkt het APV dan komt schenkbelasting in beeld. Dit zijn voorzichtige schattingen, andere schattingen komen op een veelvoud uit. De verwachte afname van het vermogen in APV's als gevolg van het nieuwe regime (de APV wordt minder aantrekkelijk) doet niet af aan het voordeel voor de staat van de nieuwe fiscale behandeling.